# Vasyl Stankovyč
Vasyl Vasylovyč Stankovyč (* 25. dubna 1946 Iršava, Sovětský svaz) je bývalý sovětský a ukrajinský sportovní šermíř, který se specializoval na šerm fleretem. Sovětský svaz reprezentoval v šedesátých a sedmdesátých letech. Jako sovětský reprezentant zastupoval lvovskou šermířskou školu, která spadala pod Ukrajinskou SSR. Na olympijských hrách startoval v roce 1968, 1972 a 1976 v soutěži jednotlivců a družstev. V roce 1971 získal titul mistra světa v soutěži jednotlivců. Se sovětským družstvem fleretistů vybojoval dvě stříbrné (1968, 1972) olympijské medaile a celkem vybojoval s družstvem čtyři tituly mistrů světa (1969, 1970, 1973, 1974).